# Mike Williams (football américain, 1987)
Pour les articles homonymes, voir Mike Williams.
(en) Statistiques sur pro-football-reference
Michael Anthony Williams, dit Mike Williams (né le 18 mai 1987 à Buffalo, et mort le 12 septembre 2023) est un ancien joueur de football américain.

## Biographie

### Jeunesse
Williams étudie à l'institut technologique de Riverside où lors de sa dernière année, il reçoit 970 yards à la passe et inscrit quinze touchdowns. En défense, il fera trente-cinq tacles et deux interceptions.

### Carrière universitaire
Il entre à l'université de Syracuse et il s'illustre dès son arrivée. Après une impressionnante saison de freshman (nouvelle recrue), il reçoit une nomination dans la seconde équipe de la conférence Big East, après avoir reçu soixante passes pour 837 yards et dix touchdowns. En juin 2008, il est annoncé que Williams est suspendu durant toute la saison du fait de mauvais résultats universitaire.
Le 3 novembre 2009, il quitte l'équipe de football, menacé d'une suspension après avoir été pris dans un accident de voiture avec ses coéquipiers Antwon Bailey, Andrew Tiller et Torrey Ball. Il avait pourtant bien commencé la saison avec quarante-neuf réceptions pour 746 yards et six touchdowns en sept matchs.

### Carrière professionnelle
Mike Williams est sélectionné au quatrième tour du draft de la NFL de 2010 par les Buccaneers de Tampa Bay au 101e choix. Il signe un contrat de quatre ans avec les Buccs le 4 juin 2010. Le 12 septembre, il fait ses débuts professionnels contre les Browns de Cleveland et reçoit cinq passes pour 30 yards et son premier touchdown. Il débute tous les matchs de la saison comme titulaire et reçoit soixante-cinq passes pour 964 yards et onze touchdowns, battant le record de touchdown sur passe sur une saison par un joueur de Tampa Bay.
Le 4 avril 2014, il est échangé aux Bills de Buffalo, sa ville de naissance.

### Après-carrière
Depuis la fin de sa carrière de joueur, il travaille dans la construction. Le 1er septembre 2023, il est gravement blessé à la tête sur un chantier de construction après qu'une poutre en acier lui est tombée sur la tête. Hospitalisé après cet accident, il est annoncé mort le 5 septembre par plusieurs médias, mais la nouvelle est réfutée par son ex-compagne qui déclare qu'il est toujours vivant, mais sous respirateur artificiel,. 

## Palmarès
- Seconde équipe de la conférence Big East 2007
- Meilleur rookie au poste de wide receiver de la saison 2010
- Record de la franchise des Buccaneers du nombre de touchdown sur passe en une saison (onze).